# 모리시마 히로아키
모리시마 히로아키(일본어: 森島 寛晃, 1972년 4월 30일 ~ )는 일본의 전직 축구 선수이자 현 축구 경영인으로 선수 시절 세레소 오사카에서 공격형 미드필더와 세컨드 스트라이커로 활약한 원클럽맨이었으며 현재 세레소 오사카의 대표이사로 재직 중이다.

## 선수 시절

### 클럽
1991년 세레소 오사카 입단 후 2008년 은퇴할 때까지 17년간 한팀에서만 무려 공식전 532경기 161골을 터뜨리며 1991-92 시즌 일본 사커 리그 디비전 2 3위, 1994 시즌 재팬 풋볼 리그 우승, 2001 시즌과 2003 시즌 천황배 준우승, J리그 디비전 2 2002 준우승, 2005 시즌 천황배 4강의 성적에 기여하는 등 세레소 오사카의 핵심 스트라이커로 맹활약했으며 2번의 J1리그 베스트 11에도 선정되기도 했다.

### 국가대표팀
1995년 5월 21일 스코틀랜드와의 친선 경기에서 국제 A매치 데뷔전을 치른 뒤 이듬해인 1996년 5월 29일 멕시코와의 평가전에서 A매치 데뷔골을 터뜨렸다.
그리고 1998년 FIFA 월드컵 아시아 지역 예선에서 3골을 터뜨리며 일본의 사상 첫 월드컵 본선 진출의 성과를 이끌었고 이후 같은 처녀 출전팀인 크로아티아와의 H조 조별리그 2차전에서 생애 첫 월드컵 본선 무대를 밟았다.
그로부터 2년 뒤에 열린 2000년 AFC 아시안컵 본선에 출전하여 8년만의 일본의 아시안컵 2번째 우승을 맛본 뒤 이듬해 자국에서 열린 2001년 FIFA 컨페더레이션스컵에도 참가하여 팀의 준우승에 일조했고 또 다시 이듬해에 자국에서 열린 2002년 FIFA 월드컵 본선 엔트리에도 합류하여 튀니지와의 H조 조별리그 최종전에서 선제골을 터뜨리며 일본 축구 역사상 첫 월드컵 16강 진출에 기여했다.
그러나 0-1로 패했던 튀르키예와의 16강전 이후 대표팀과는 인연을 맺지 못하면서 A매치 통산 64경기 12골의 기록을 남긴 뒤 7년간 입었던 국가대표팀 유니폼을 반납했다.

## 경영인 경력

### 세레소 오사카
선수 은퇴 후 2017년 세레소 오사카 강화실장을 역임한 뒤 2018년 세레소 오사카 대표이사이자 구단주로 취임하여 2회 연속 J리그컵 준우승, 2021 시즌 천황배 4강, 2021년 AFC 챔피언스리그 16강 진출 등의 성과를 만들어냈으며 현재까지도 대표이사로서의 활동을 이어나가고 있다.

## 통계
| 일본 | 일본 | 일본 |
| 연도 | 출전 | 득점 |
| ---- | ---- | ---- |
| 1995 | 9    | 0    |
| 1996 | 11   | 2    |
| 1997 | 14   | 5    |
| 1998 | 3    | 0    |
| 1999 | 0    | 0    |
| 2000 | 10   | 3    |
| 2001 | 9    | 1    |
| 2002 | 8    | 1    |
| 통산 | 64   | 12   |

## 대회 성적

### 클럽
세레소 오사카
- J2리그 : 준우승 (2002)
- 일본 사커 리그 디비전 2 : 3위 (1991-92)
- 재팬 풋볼 리그 : 준우승 (1994)
- 천황배 : 준우승 (2001, 2003), 4강 (2005)

### 국가대표팀
일본
- AFC 아시안컵 : 우승 (2000)
- FIFA 컨페더레이션스컵 : 준우승 (2001)

### 개인 수상
- J1리그 베스트 11 : 1995, 2000